# Anolis marmoratus
Espèce
Synonymes
- Ctenonotus marmoratus (Duméril & Bibron, 1837)
- Anolis alliaceus Cope, 1864
- Anolis speciosus Garman, 1887
- Ctenonotus marmoratus alliaceus (Cope, 1864)
- Ctenonotus marmoratus caryae (Lazell, 1964)
- Ctenonotus marmoratus girafus (Lazell, 1964)
- Ctenonotus marmoratus inornatus (Lazell, 1964)
- Ctenonotus marmoratus setosus (Lazell, 1964)
- Ctenonotus marmoratus speciosus (Garman, 1887)
- Anolis caryae Lazell, 1964

Anolis marmoratus, ou Ctenonotus marmoratus, est une espèce de sauriens de la famille des Dactyloidae.

## Dénominations
Espèce endémique de la Guadeloupe, île des Antilles françaises, l'Anolis marmoratus  porte les noms vernaculaires de zanndoli, zandoli ou zanoli. Ses noms communs sont : anolis marbré, anolis à tête marbrée, anolis de la Guadeloupe. Il appartient au groupe bimaculatus qui peuple le nord des petites Antilles jusqu'à la Dominique.

## Caractéristiques
Ce sont des lézards diurnes, bons grimpeurs. Les mâles mesurent jusqu'à 82 mm et les femelles jusqu'à 56 mm. Ils ont une tête allongée, un museau pointu et des yeux proéminents.
Les mâles sont verts avec la queue  bleu électrique et la tête orange. À l'instar des caméléons, ils peuvent changer de couleur en fonction de divers paramètres tels que l'humeur, les conditions externes, la période, mais de façon moins spectaculaire que la plupart des caméléons. Les femelles, de couleur généralement grise, présentent une bande dorsale blanche.
Les mâles sont dotés d'un fanon gulaire, de couleur jaune orangée, qu'ils déploient pour impressionner les autres mâles (ce sont des animaux territoriaux) et pour séduire les femelles.

Les anolis vivent dans les bosquets, autour des maisons, dans les arbres et dans les murs de brique où il fait chaud et où ils aiment sommeiller.

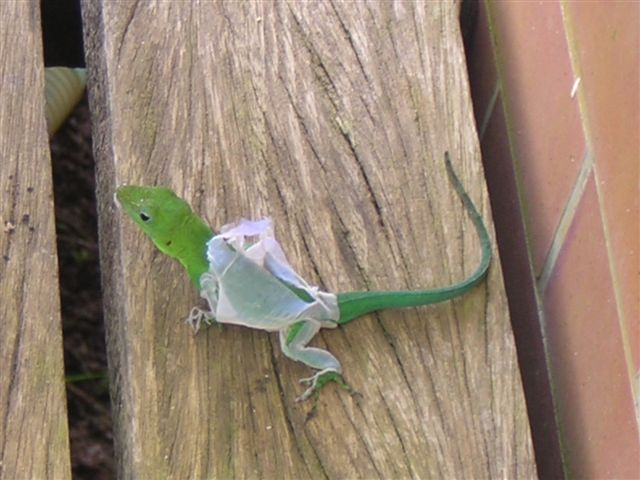
Anolis marmoratus en mue.
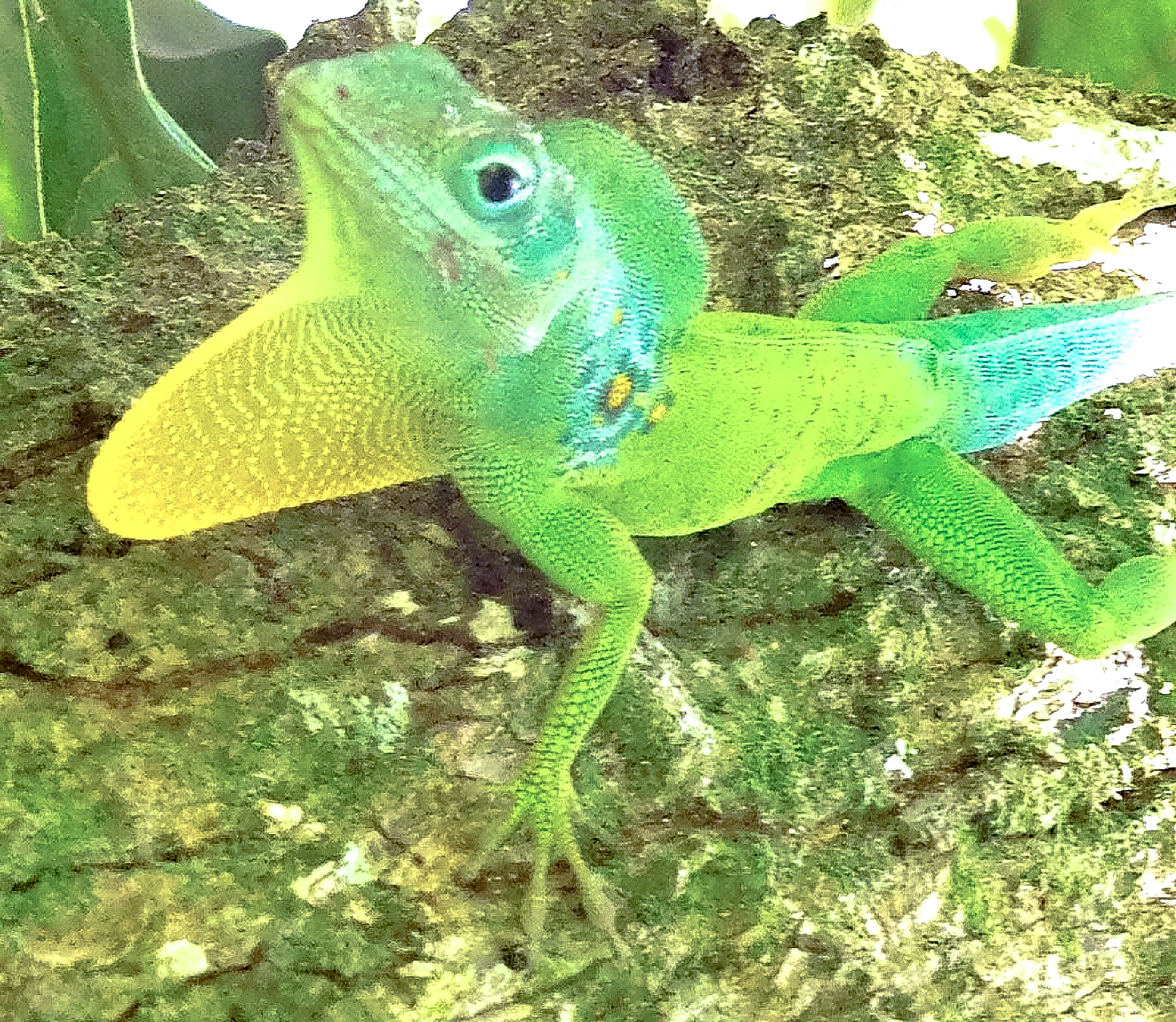
Mâle déployant son fanon gulaire.

## Écologie et comportement

### Alimentation
Les Anolis marmoratus se nourrissent d'insectes et en particulier de moustiques.

### Reproduction
La reproduction des anolis se fait de mai à octobre ; la femelle pond en général 6 œufs. Le territoire du mâle est petit ; en cas d'intrusion d'un autre mâle, il le défend en se battant, souvent jusqu'à la mort.

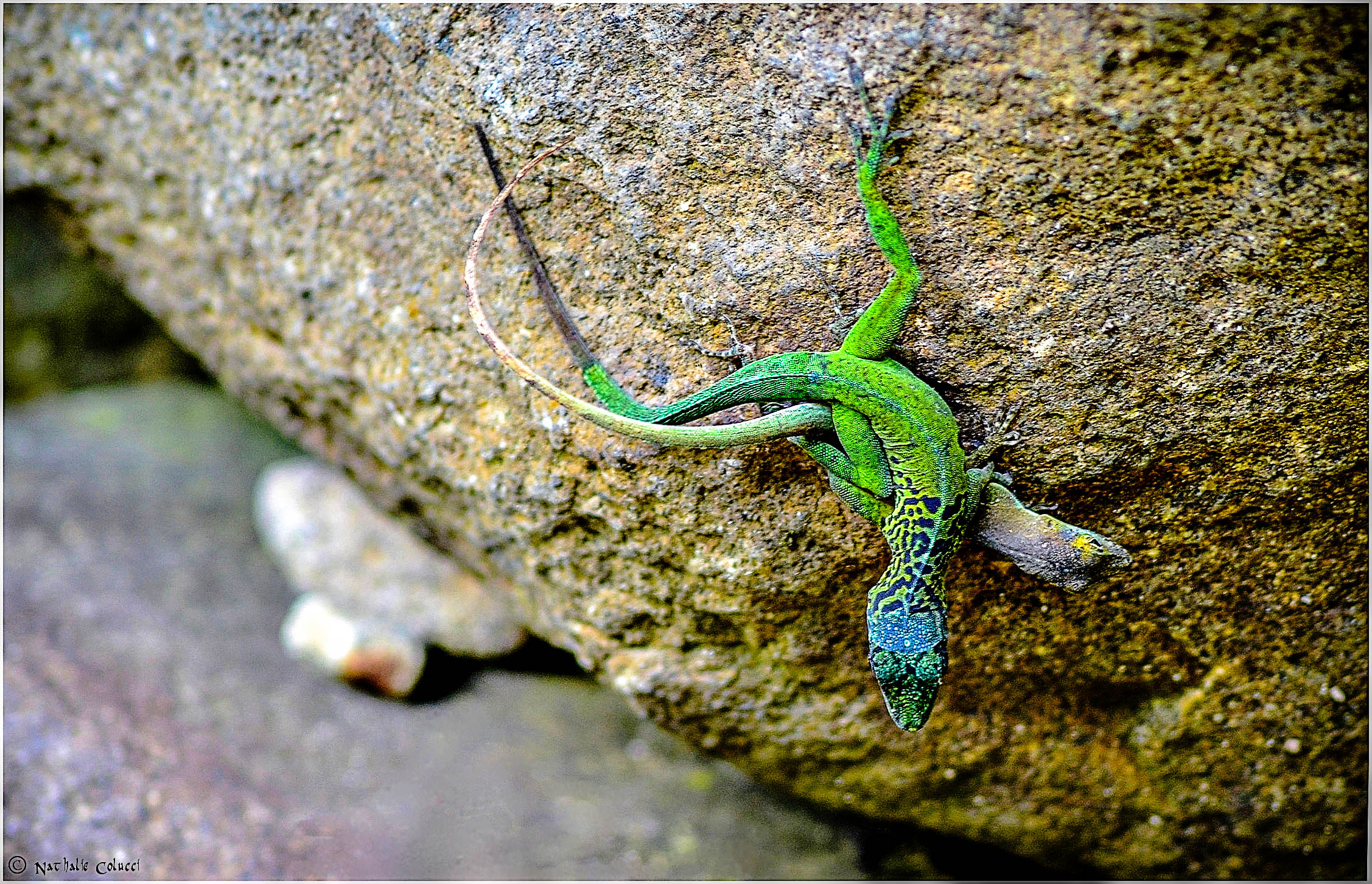
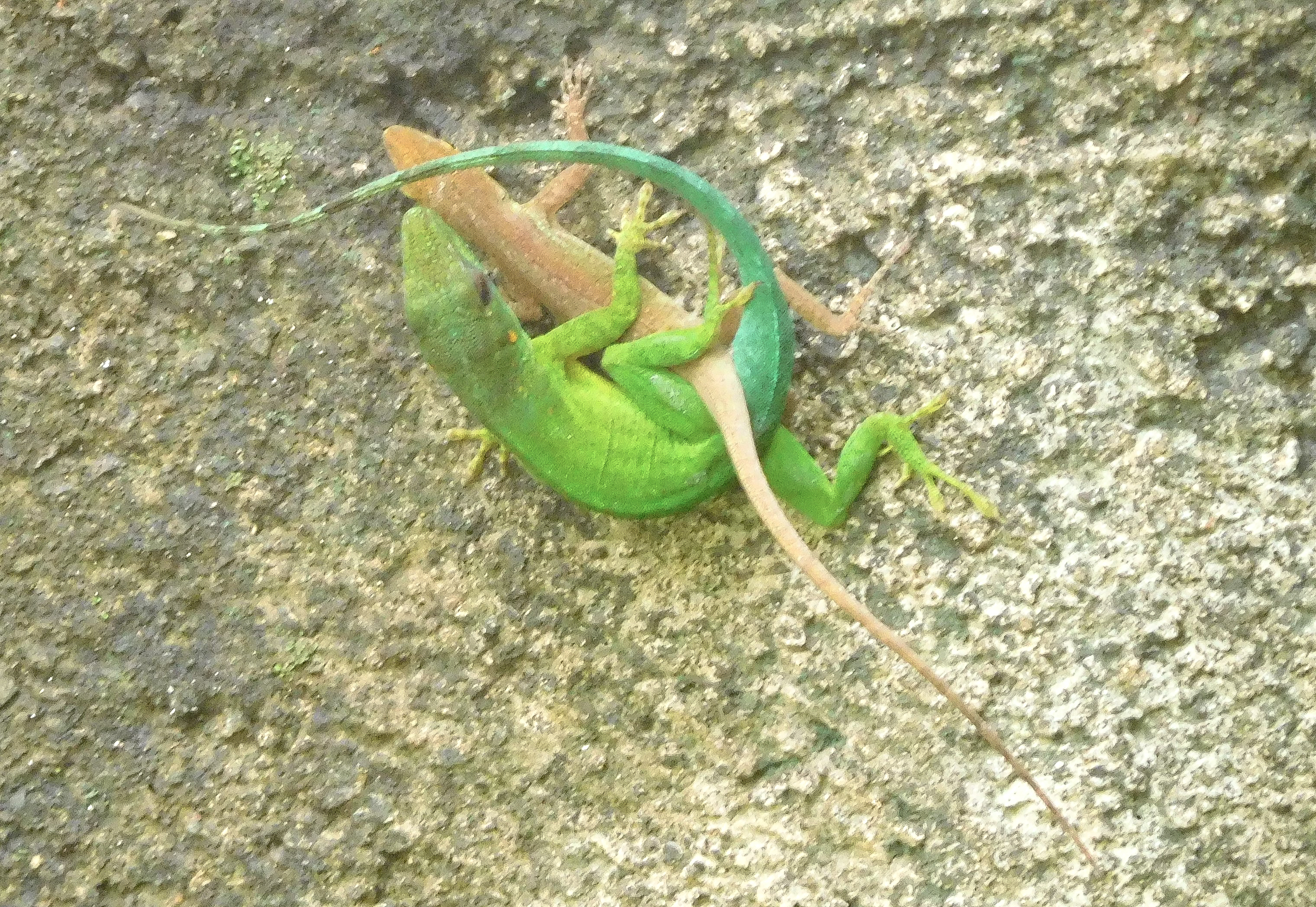
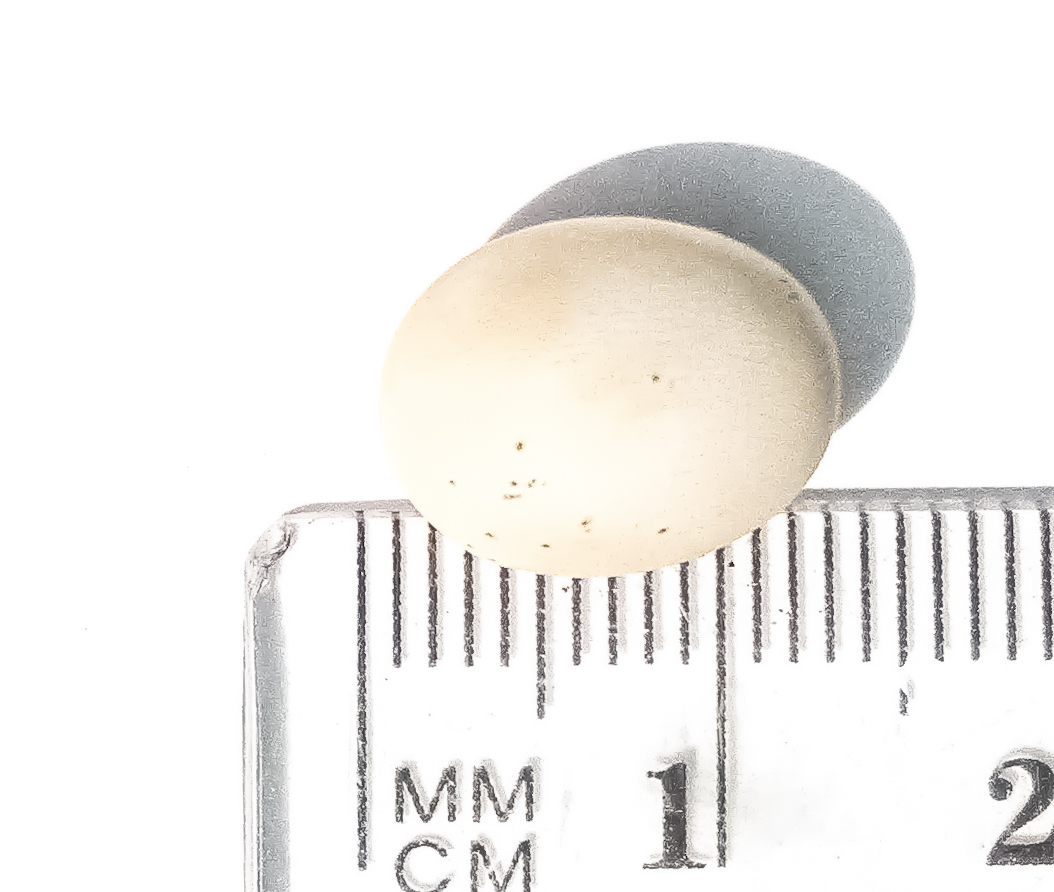
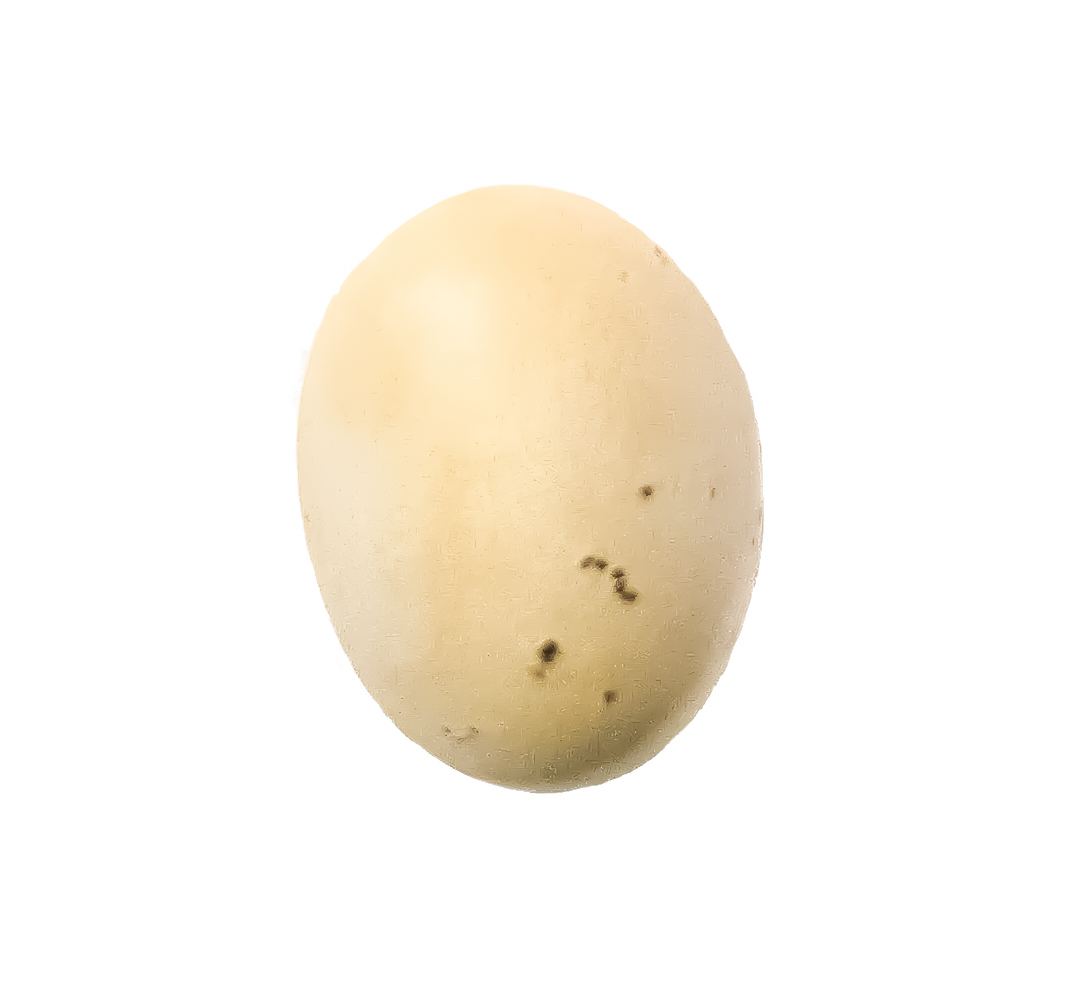

### Prédation et menace
L'Anolis marmoratus fait occasionnellement partie du régime alimentaire du pic de Guadeloupe qui le donne à consommer à ses oisillons en période de nidification.
Depuis 2023-2024, l'introduction de l'espèce invasive de lézard anolis sagrei constitue une menace pour anolis marmoratus.

## Habitat et répartition
Cette espèce est originellement endémique de Guadeloupe.
Elle a été introduite en Guyane et Martinique.

## Classification

### Taxinomie

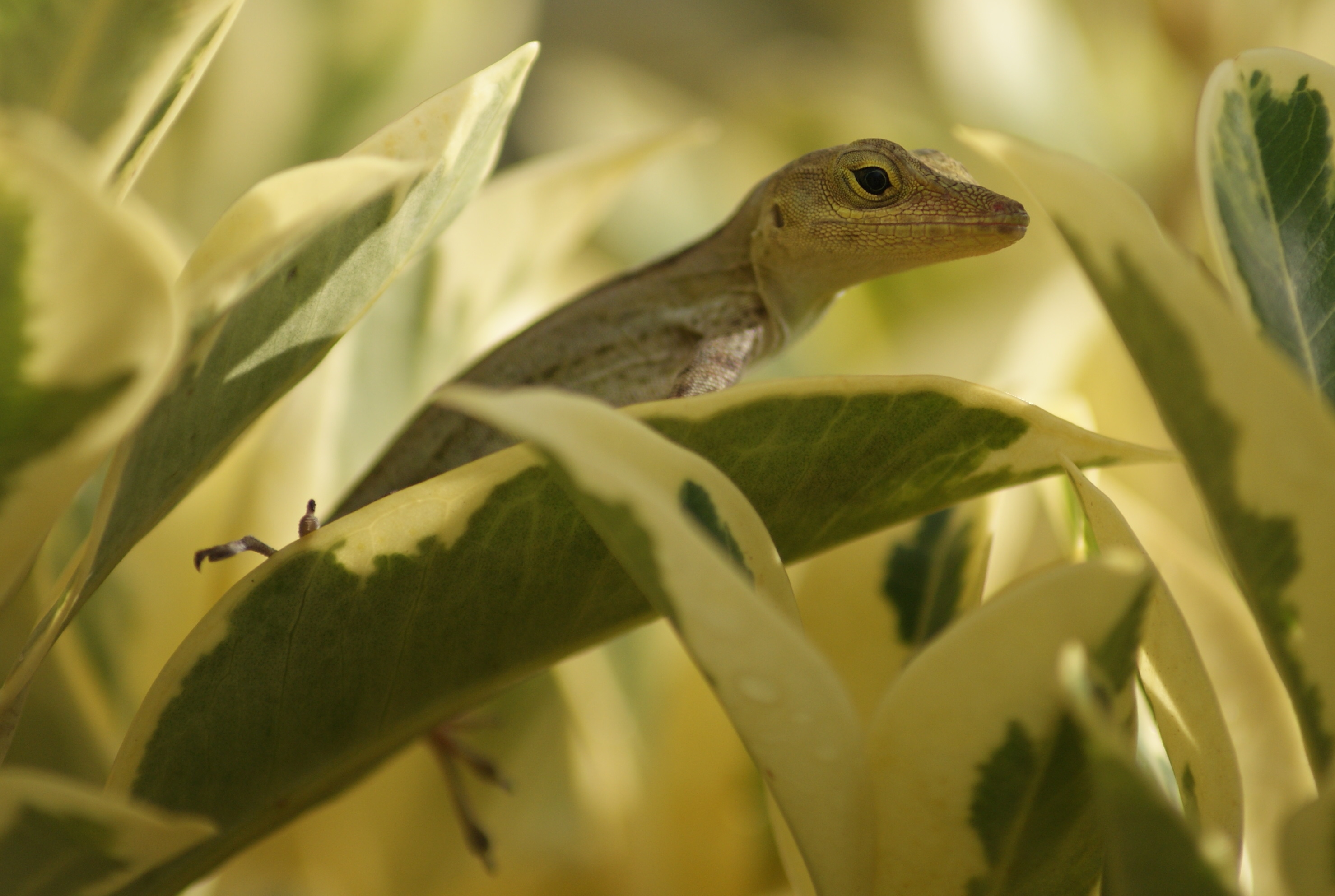
Anolis marmoratus (♀)

Les sous-espèces Anolis marmoratus ferreus, Anolis marmoratus terraealtae, Anolis marmoratus chrysops, Anolis marmoratus desiradei et Anolis marmoratus kahouannensis ont été élevées au rang d'espèce.
Anolis marmoratus caryae est considérée comme une espèce à part entière par Roughgarden et Breuil.
Dans les zones où les populations se recouvrent de nombreuses sous-espèces se reproduisent entre elles.

### Liste des sous-espèces
La classification la plus actualisée, répartit la population en sept sous-espèces. Selon The Reptile Database (19 décembre 2013) :
| Sous-espèce                                         | Photo                        | Description                                                                                   | Répartition                                  |
| Anolis marmoratus alliaceus Cope, 1864              |                              | Mâle : vert pomme avec une dizaine de taches noires sur le tronc.                             | Forêt pluviale de Basse-Terre                |
| Anolis marmoratus caryae Lazell, 1964               |                              |                                                                                               | Terre-de-Bas                                 |
| Anolis marmoratus girafus Lazell, 1964              | Anolis marmoratus girafus    | Mâle : tronc réticulé jaune et vert, gorge jaune.                                             | Côte-Ouest de Basse-Terre                    |
| Anolis marmoratus inornatus Lazell, 1964            | Anolis marmoratus inornatus  | Mâle : vert pâle, zone orbitale brun doré.                                                    | Nord de Grande-Terre                         |
| Anolis marmoratus marmoratus Duméril & Bibron, 1837 | Anolis marmoratus marmoratus | Mâle : vert-pomme, avec des reflets bleus sur la queue tête et épaules marbrés jaune et vert. | Sud-Ouest de Basse-Terre jusqu'à Capesterre. |
| Anolis marmoratus setosus Lazell, 1964              | Anolis marmoratus setosus    | Mâle : gris jaunâtre, bleuté sur la queue.                                                    | Côte nord-ouest de Basse-Terre               |
| Anolis marmoratus speciosus Garman, 1887            | Ara rubrogenys               | Mâle : vert, tête et queue bleuâtre.                                                          | Sud-ouest de Grande-Terre                    |

### Publications originales
- Duméril & Bibron, 1837 : Erpétologie Générale ou Histoire Naturelle Complète des Reptiles. Librairie. Encyclopédique Roret, Paris, vol. 4, pp. 1-570 (texte intégral).
- Cope, 1864 : Contributions to the herpetology of tropical America. Proceedings of the Academy of Natural Sciences of Philadelphia, vol. 16, p. 166-181 (texte intégral).
- Garman, 1887 : On West Indian reptiles. Scincidae. Bulletin of the Essex Institute, vol. 19, pp. 51-53 (texte intégral).
- Lazell, 1964 : The anoles (Sauria: Iguanidae) of the Guadeloupéen archipelago. Bulletin of the Museum of Comparative Zoology at Harvard College, no 131, p. 359-401 (texte intégral)..